# Турсунов, Рахимбобо
Рахимбобо Турсунов (1917 — 17 февраля 1995, с. Пули Чукур, Гафуровский район, Согдийская область, Таджикистан) — советский таджикский хозяйственный, государственный и партийный деятель.

## Биография
Родился в 1917. Член ВКП(б) с 1942.

### Образование
С ? по 1938 — учился в Ленинградском государственном педагогическом институте имени М. Н. Покровского.
С 1956 по ? — слушатель Высшей партийной школы при ЦК КПСС.

### Трудовая деятельность
С 1933 года — на хозяйственной, общественной и политической работе. В 1933—1973 гг. — преподаватель автошколы, женпедучилища в Ленинабаде, в РККА, преподаватель в Ленинабаде, участник Великой Отечественной войны, пропагандист Ленинабадского обкома партии, заведующий отделом Ленинабадского горкома партии, второй секретарь Пенджикентского райкома партии, первый секретарь Аштского райкома партии, первый секретарь Горно-Бадахшанского обкома Компартии Таджикистана, председатель комиссии советского контроля Совета Министров Таджикской ССР, первый секретарь Науского райкома КП Таджикистана, секретарь парткома Науского производственного колхозно-совхозного управления, первый секретарь Науского райкома Компартии Таджикистана.
Избирался депутатом Верховного Совета СССР 4-го созыва, Верховного Совета Таджикской ССР 5-8-го созывов.
Умер в 1995 году в селе Пули Чукур Таджикистана.